# Futebol Clube Infesta
O Futebol Clube de Infesta é um clube de futebol português de sediado na cidade de São Mamede de Infesta, Município de Matosinhos, Distrito do Porto. Foi fundado em 1 de Agosto de 1934 e atualmente é dirigido por Rui Pedro Ferreira que assume as funções de presidente desde 1 de Julho de 2023. Os seus jogos em casa eram até 2010, disputados no Campo Moreira Marques, mas desde 13 de Março de 2011, que actua no remodelado Campo da Arroteia, denominado agora por Parque de Jogos Manuel Ramos - Arroteia. É a filial nº 7 do FC Porto.

## Historia
A história do Infesta já vem desde 1923, quando nesse ano foi fundado o Infesta Sport Club e que mais tarde se uniu a um outro clube que entretanto também foi fundado na localidade, o Leões do Norte, formando o Leões d'Infesta Sport Club.
Em janeiro de 1934, a Comissão Administrativa do Leões d'Infesta, reuniu-se com algumas "forças vivas" de São Mamede de Infesta, com o intuito de dar um maior incremento e vivacidade ao clube e assim, a 1 de Agosto desse ano, nascia o FC Infesta.
O Infesta sempre foi um clube eclético, onde pontificaram várias modalidade ao longo dos anos, iniciando pelo futebol, onde ainda hoje se mantem, passando pelo basquetebol, voleibol, pesca desportiva, entre outras. Atualmente só duas modalidades se mantem no clube, a par do futebol, o andebol masculino e o voleibol feminino.
Com vários títulos conquistados ao longo da história, foi sobre a égide de Manuel Ramos, enquanto presidente do Infesta (1974-2013) que o clube conquistou os mais importantes, destacando-se os títulos de campeão da AF Porto em 1984 e 2011, a série B do Campeonato Nacional da 3ª Divisão em 1989 entre vários outros no futebol. No andebol, o Infesta conquistou vários títulos nacionais, a 3ª Divisão Nacional em 2011 foi o ponto mais alto até ao momento do clube. Já o voleibol, a modalidade mais recente, venceu no seu ano de estreia, em 2014, o Campeonato Nacional da 3ª Divisão.

## Jogadores Notáveis
- José Tavares
- Bruno Fernandes

## Histórico
|                                     | Número de Presenças | Melhor resultado       |
| ----------------------------------- | ------------------- | ---------------------- |
| Temporadas na 1ª Liga               | Nunca participou    |                        |
| Temporadas na 2ª Liga               | Nunca participou    |                        |
| Temporadas na 2ªB                   | 20                  | 2º - 1994/95 e 1995/96 |
| Temporadas na 3ª                    | 14                  | 1º - 1988/89           |
| Temporadas no Distrital da AF Porto | Várias              | 1º - 1983/84 e 2010/11 |
| Taça de Portugal                    | 34                  | 8ºs de final - 1996/97 |
| Taça da Liga                        | Nunca participou    |                        |

### Classificações
| Divisão                | 88/89 | 89/90 | 90/91 | 91/92 | 92/93 | 93/94 | 94/95 | 95/96 | 96/97 | 97/98 | 98/99 | 99/00 | 00/01 | 01/02 | 02/03 | 03/04 | 04/05 | 05/06 | 06/07 | 07/08 | 08/09 | 09/10 | 10/11 |
| ---------------------- | ----- | ----- | ----- | ----- | ----- | ----- | ----- | ----- | ----- | ----- | ----- | ----- | ----- | ----- | ----- | ----- | ----- | ----- | ----- | ----- | ----- | ----- | ----- |
| 1ª Liga                | -     | -     | -     | -     | -     | -     | -     | -     | -     | -     | -     | -     | -     | -     | -     | -     | -     | -     | -     | -     | -     | -     | -     |
| 2ª Liga                | -     | -     | -     | -     | -     | -     | -     | -     | -     | -     | -     | -     | -     | -     | -     | -     | -     | -     | -     | -     | -     | -     | -     |
| II Divisão             | -     | 10º   | 4º    | 4º    | 9º    | 10º   | 2º    | 2º    | 4º    | 7º    | 5º    | 8º    | 9º    | 5º    | 14º   | 8º    | 3º    | 5º    | 6º    | 7º    | 10º   | -     | -     |
| III Divisão            | 1º    | -     | -     | -     | -     | -     | -     | -     | -     | -     | -     | -     | -     | -     | -     | -     | -     | -     | -     | -     | -     | 10º   | -     |
| Divisão Honra AF Porto | -     | -     | -     | -     | -     | -     | -     | -     | -     | -     | -     | -     | -     | -     | -     | -     | -     | -     | -     | -     | -     | -     | 1º    |
| Divisão                | 11/12 | 12/13 | 13/14 | 14/15 | 15/16 | 16/17 | 17/18 | 18/19 | 19/20 | 20/21 | 21/22 | 22/23 | 23/24 |       |       |       |       |       |       |       |       |       |       |
| 1ª Liga                | -     | -     | -     | -     | -     | -     | -     | -     | -     |       |       |       |       |       |       |       |       |       |       |       |       |       |       |
| 2ª Liga                | -     | -     | -     | -     | -     | -     | -     | -     | -     |       |       |       |       |       |       |       |       |       |       |       |       |       |       |
| II Divisão             | -     | 15º   | -     | -     | -     | -     | -     | -     | -     |       |       |       |       |       |       |       |       |       |       |       |       |       |       |
| III Divisão            | 2º    | -     | -     | -     | -     | -     | -     | -     | -     |       |       |       |       |       |       |       |       |       |       |       |       |       |       |
| Divisão Elite AF Porto | -     | -     | 18º   | -     | -     | -     | 10º   | 12º   | 15º   | 16º   | 7º    | 14º   | 16º   |       |       |       |       |       |       |       |       |       |       |
| Divisão Honra AF Porto | -     | -     | -     | 13º   | 9º    | 2º    | -     | -     | -     |       |       |       |       |       |       |       |       |       |       |       |       |       |       |